# Курин (Волгоградская область)
Курин — хутор, входит в состав Арчединской сельской территории городского округа «город Михайловка» Волгоградской области России.

## География
Хутор находится в лесостепи, в пределах Приволжской возвышенности, являющейся частью Восточно-Европейской равнины.
Уличная сеть состоит из четырёх географических объектов: ул. Зелёная, ул. Международная, ул. Садовая и ул. Советская.
Абсолютная высота 70 метров над уровня моря
.

## Население
| 2010 |
| ---- |
| 56   |

## Инфраструктура
Садоводство.
Личное подсобное хозяйство.

## Транспорт
Стоит на региональной автодороге «Жирновск — Рудня — Вязовка — Михайловка — Кумылженская — Вешенская (Ростовская
область)» (в границах территории Волгоградской области)" (идентификационный номер 18 ОП РЗ 18К-5),.